# Бебешко Марія Іванівна
Марія Іванівна Бебешко (нар. 20 січня 1921, село Линовиця, нині селище міського типу Прилуцького району Чернігівської області — 17 листопада 2019, Чернігів) — українська актриса. Заслужена артистка Української РСР (1966). Працювала в українських драматичних і музично-драматичних театрах: у 1938—1940 роках — у Кам'янці-Подільському, у 1943—1948 роках — у Прилуках, у 1948—1969 роках — у Чернігові.

## Біографія
Марія народилася в сім'ї Івана Яковича Бебешка, який був гарним господарем, тримав пасіку. Крім Марії, у сім'ї було ще четверо дітей — Віра, Володимир, Петро і Григорій. З дитинства Марія захоплювалася українською піснею, народними танцями. Грала у драматичному гуртку Линовицької школи.
У жовтні 1938 року 17-річну Марію Бебешко запросили до професійної трупи Орининського пересувного музично-драматичного театру Кам'янець-Подільської області (нині село Оринин Кам'янець-Подільського району Хмельницької області). Спочатку грала в масовках, далі епізодичні ролі, а згодом Наталку в «Наталці-Полтавці» Івана Котляревського, Уляну у «Сватанні на Гончарівці» Григорія Квітки-Основ'яненка, Галю в «Майській ночі» Миколи Гоголя та ін. Працювала в театрі (вже у Кам'янці-Подільському) до 1940 року. Вийшовши заміж, покинула театр.
1941 року чоловік Володимир пішов на фронт, того ж року загинув. Марія, яка чекала дитину, повернулася в рідне село до батьків. Згодом народила доньку Лідію (Лідія Володимирівна здобула музичну освіту, викладає музику в Чернігівському музичному училищі).
Наприкінці 1942 року Марія Іванівна стала працювати в Прилуцькому музично-драматичному театрі. Грала Наталку-Полтавку, Аду в «Циганці Азі» Михайла Старицького, Софію в «Безталанній» Івана Карпенка-Карого, Хотину в «Сорочинському ярмарку» Старицького та ін. Наприкінці 1948 року, після реорганізації Прилуцького театру, Марію Бебешко запросили до Чернігівського обласного українського музично-драматичного театру імені Тараса Шевченка. 8 березня 1966 року Марія Іванівна Бебешко стала заслуженою артисткою Української РСР.
У 1960-х роках Марія Бебешко приїхала в рідну Линовицю з виставою «Вовчиха» Ольги Кобилянської, в якій зіграла роль Зої Жмут.
Творчість Бебешко вирізнялася емоційною силою та психологічною глибиною. Особливу увагу приділяла культурі сценічної мови.

## Ролі
- Маруся («Маруся Богуславка» Михайла Старицького)
- Аза («Циганка Аза» Михайла Старицького)
- Галя («Назар Стодоля» Тараса Шевченка)
- Оксана, Одарка («Запорожець за Дунаєм» Семена Гулака-Артемовського)
- Катерина (однойменна опера Миколи Аркаса)
- Уляна («Потомки запорожців» Олександра Довженка)
- Тетяна («Розлом» Бориса Лавреньова)